# 천하무적 멍멍기사
천하무적 멍멍기사(일본어: ワンワン三銃士 완완 산주시[*])는 닛폰 애니메이션에서 제작한 애니메이션으로, 알렉상드르 뒤마의 소설 삼총사를 개의 의인화 캐릭터로 만든 작품이다.
1981년 10월 9일부터 1982년 3월 26일까지 마이니치 방송, TBS계 방송국에서 방영되었다. 전24화로 방송되었지만, 속편으로 2편이 더 제작되었다. 속편은 영국의 타임즈 텔레비전과 타이완의 원 필름 프로덕션에서 제작했다. 대한민국에서는 1986년 《천하무적 멍멍기사》란 제목으로 KBS 2TV에서 명탐정 번개를 이어서 10월 16일부터 1987년 1월 30일까지 목요일, 금요일 저녁 6시 30분경 (뒤이어 우주의 여왕 쉬라), 1990년대 《돌아온 달타냥》이란 제목으로 KBS에서 방영되었다.

## 등장인물
- 아라미스
- 줄리엣
- 피프
- 위디메르
- 달타냥
- 포르토스
- 아토스
- 블루 팔콘
- 콘트 로체포르트
- 몬시우르 트레빌레
- 밀라디
- 버킹햄 공작

## 방영목록
제1화 개구쟁이 달타냥
제2화 검은 수염의 검객
제3화 부러진 검
제4화 삼총사와의 만남
제5화 삼총사와 나눈 우정
제6화 충사대장 트레빌
제7화 달타냥의 결투
제8화 사랑받는 충사
제9화 왕비의 비밀
제10화 납치된 줄리엣
제11화 대탈주
제12화 달타냥의 실수
제13화 대결!충사대와 호위대
제14화 짝사랑
제15화 위험한 달타냥
제16화 검은복면의 기사
제17화 다르나니해를 건너다
제18화 한밤의 왈츠
제19화 검은미녀를 잡아라
제20화 거울속의 비밀
제21화 푸른매의 정체
제22화 나타난 유령선
제23화 무인도의 보물
제24화 아토스의 명연기
제25화 검은미녀의 음모
제26화 축하해 달타냥(최종회)

## 한국판 성우진 (KBS)
- 김세한 - 다알타냥
- 이강룡 - 아티머스 맥클래리
- 백진
- 이경자 - 밀라디 / 달타냥 어머니 / 왕비
- 전기병
- 장정진 - 아토스
- 정동열
- 유해무